# Paul Castellano
Costantino Paul Castellano, detto Big Pauly (New York, 26 giugno 1915 – New York, 16 dicembre 1985), è stato un mafioso statunitense, uno dei boss della mafia italoamericana, capo della famiglia Gambino.

## Biografia

### Primi anni
Nasce nel Bronx da una famiglia originaria di Castellammare del Golfo in provincia di Trapani. 
Suo padre era un macellaio e uno dei primi membri dell'allora famiglia Mangano, predecessora della famiglia Gambino. A 14 anni lasciò la scuola per lavorare con suo padre nella macellazione e nelle scommesse clandestine. Nel 1935, all'età di 19 anni venne coinvolto in una rapina a mano armata, per la quale scontò tre mesi di carcere. Si rifiutò di collaborare con le autorità, accrescendo la sua fama negli ambienti criminali.
Catherine, sorella di Paul, sposò nel 1926 suo cugino Carlo Gambino, futuro capo della famiglia Gambino. Nel 1937 Paul sposò Nina Manno, un suo amore di gioventù. La coppia ebbe quattro figli: tre maschi (Paul, Philip e Joseph) e una femmina (Constance).

### Ascesa nel crimine
Negli anni '40, Castellano diventa membro della famiglia Gambino, allora chiamata ancora famiglia Mangano. Diventa caporegime sotto Albert Anastasia, a cui succederà, nel 1957, Carlo Gambino. In quell'anno, Carlo e Paul partecipano alla riunione di Apalachin e Paul viene arrestato dalla polizia americana. Torna in libertà nel 1960.
Prima di morire, Gambino nomina Castellano suo successore. In realtà Castellano non ha il carisma e il cinismo necessari per reggere un clan.
Delega quindi le attività più cruente a Neil Dellacroce mentre si occupa del racket dei sindacati e delle gare truccate negli appalti. Come prima opera Castellano negoziò una pace con i Westies, banda della mafia irlandese di New York.
L'accordo prevedeva che gli irlandesi potessero fare affari con il nome della famiglia Gambino, pagando la cortesia con il 10% dei guadagni. Inoltre non avrebbero potuto uccidere nessuno senza il permesso di "Big Pauly Castellano". Nel momento del suo dominio sulla malavita newyorkese Castellano controlla 24 clan. La famiglia Gambino si spacca in due, da un lato Castellano e dall'altro Dellacroce, spalleggiato da John Gotti.

### Uomo d'affari
Castellano fu anche un imprenditore. Iniziò investendo nel campo alimentare con Dial Poultry, che riforniva di pollame macellai e supermercati di New York. Estende poi i suoi interessi nell'edilizia. Suo figlio Philip diventa presidente della Scara Mix Concrete Corporation, che detiene il monopolio del calcestruzzo a Staten Island.
Gestisce anche gli interessi della famiglia Gambino nel "Concrete Club", consorzio che gestiva i guadagni delle famiglie criminali nell'edilizia, e nel Teamsters Union Local Chapter 282, che si occupava del rifornimento di calcestruzzo per le grandi opere nell'area di New York e Long Island.

### Omicidi
Nel 1975 Paul avrebbe ordinato la morte di Vito Borelli, fidanzato di sua figlia Constance. Joseph Massino, membro della famiglia Bonanno, avrebbe confessato l'omicidio commesso a favore di Castellano.
Nel 1978 Castellano avrebbe ordinato l'omicidio di Nicholas Scibetta, membro della famiglia Gambino e cognato di Salvatore Gravano. Scibetta, alcolizzato e cocainomane, avrebbe partecipato a numerose risse e insultato una cugina di Frank De Cicco. Lo stesso anno, avrebbe anche ordinato l'omicidio di un suo caporegime, James Eppolito, e di suo figlio. Eppolito aveva chiesto a Castellano il permesso di uccidere Anthony Gaggi, perché sconfinava sul suo territorio, e questi aveva risposto che ci avrebbe pensato, ma poi aveva avvisato Gaggi delle sue intenzioni. Gaggi e Roy De Meo, killer di Castellano, uccisero padre e figlio.
Nel 1980 ha ordinato la morte del suo ex genero Frank Amato perché aveva abusato di sua figlia quando erano sposati. Secondo l'FBI, Castellano ha ordinato l'assassinio a Roy De Meo, e il cadavere è stato fatto a pezzi e buttato in mare.
Nel 1983 ordina la morte di De Meo, ormai ritenuto imprevedibile e inaffidabile, e il suo cadavere viene trovato nel bagagliaio della sua Cadillac.

### Ultimi anni
Dal 1981, Castellano visse a Staten Island in una villa con 17 stanze valutata 3,5 milioni di dollari del tutto simile alla Casa Bianca tanto da essere chiamata con lo stesso nome. Era stata rivestita con marmo di Carrara e dotata di una piscina olimpica e di un giardino all'inglese. Visse rinchiuso nella villa, uscendo raramente e ricevendo le visite dei boss capiregime Daniel Marino, Thomas Gambino e James Failla per dargli ordini. Nella villa vivevano anche sua moglie e una domestica colombiana, Gloria Olarte, che divenne sua amante.
Nell'inizio 1982, nella seconda guerra di mafia Castellano insieme a John Gambino chiese ai Corleonesi di Totò Riina e Michele Greco di fermare l'eccidio delle cosche Bontate e Inzerillo ed inviò appunto Gambino insieme a Rosario Naimo a Palermo per avere delle direttive dai Corleonesi poiché numerosi parenti superstiti di Inzerillo erano fuggiti negli Stati Uniti; i Corleonesi stabilirono che i parenti superstiti di Inzerillo avrebbero avuta salva la vita a condizione che non tornassero più in Sicilia ma, in cambio della loro fuga, Naimo e Gambino dovevano trovare e uccidere Antonino e Pietro Inzerillo, rispettivamente zio e fratello del defunto Salvatore, fuggiti anch'essi negli Stati Uniti.
Il 30 marzo 1984 Paul Castellano venne arrestato dall'F.B.I. grazie anche alle cimici installate in casa sua e alla collaborazione della sua amante Gloria Olarte. L'anno dopo viene rilasciato dietro pagamento di una cauzione di 2.000.000 di dollari.
Il 2 dicembre 1985, Neil Dellacroce muore di cancro a 70 anni. Castellano non si presenta al suo funerale e nomina suo successore Thomas Bilotti, fedelissima guardia del corpo di Paul. I gesti non sono graditi dai seguaci di Dellacroce. Le autorità americane poi autorizzano la consultazione di nastri di registrazione compromettenti per John Gotti, che sarebbe coinvolto nel traffico di eroina e in tradimenti verso Castellano.

### Complotto e assassinio
Gotti vuole diventare capofamiglia e ci riesce organizzando un complotto contro Castellano con cospiratori come Sammy Gravano, Frank De Cicco, Lenny Di Maria e Piney Armone, mafiosi con ruoli importanti nella famiglia. Il piano iniziale prevedeva l'omicidio davanti alla residenza di Paul a Staten Island, ma temendo la presenza di agenti federali, fu deciso di uccidere Castellano e Thomas Bilotti ad una cena prevista per la sera del 16 dicembre 1985. L'omicidio fu eseguito da un trio composto dai mafiosi Salvatore Scala, Edward Lino e John Carneglia (mentre dall'altra parte della strada si trovavano i tiratori di riserva Angelo Ruggerio, Dominick Pizzonia e Anthony Rampino) armati di revolver calibro .38 Special e pistole semiautomatiche, che spararono a Castellano e Bilotti, che nel momento stavano scendendo da una Lincoln parcheggiata davanti ad un ristorante (Sparks Steak House) sulla 46ª strada a Manhattan.
Gotti e Gravano osservarono l'avvenimento dei fatti da una macchina parcheggiata lungo la stessa strada. Subito dopo l'esecuzione del delitto Gotti passò in macchina osservando i corpi, confermando l'eliminazione di Castellano e Bilotti.  
Castellano fu sepolto al Moravian Cemetery di Staten Island. Il vescovo di New York si rifiutò di fargli un funerale cattolico.
L'omicidio non era stato autorizzato dalla Commissione. Nel 1992, grazie alla testimonianza di Gravano, Gotti fu condannato a vita per il delitto Castellano.

## Curiosità
Era lo zio dell'attore Richard Castellano, conosciuto per la sua interpretazione del mafioso Peter Clemenza nel film Il padrino.